# 戈爾季伊夫卡 (特羅斯佳涅齊區)
48°31′14″N 29°19′3″E / 48.52056°N 29.31750°E
戈爾季伊夫卡（烏克蘭語：Гордіївка），是烏克蘭的村落，位於該國西南部文尼察州，由海辛區負責管轄，始建於1416年，面積3.02平方公里，海拔高度162米，2001年人口1,416，人口密度每平方公里468.87人。